# 西目站
西目站（日语：／ Nishime eki */?）是位於秋田縣由利本莊市西目町，屬於東日本旅客鐵道（JR東日本）的羽越本線車站。

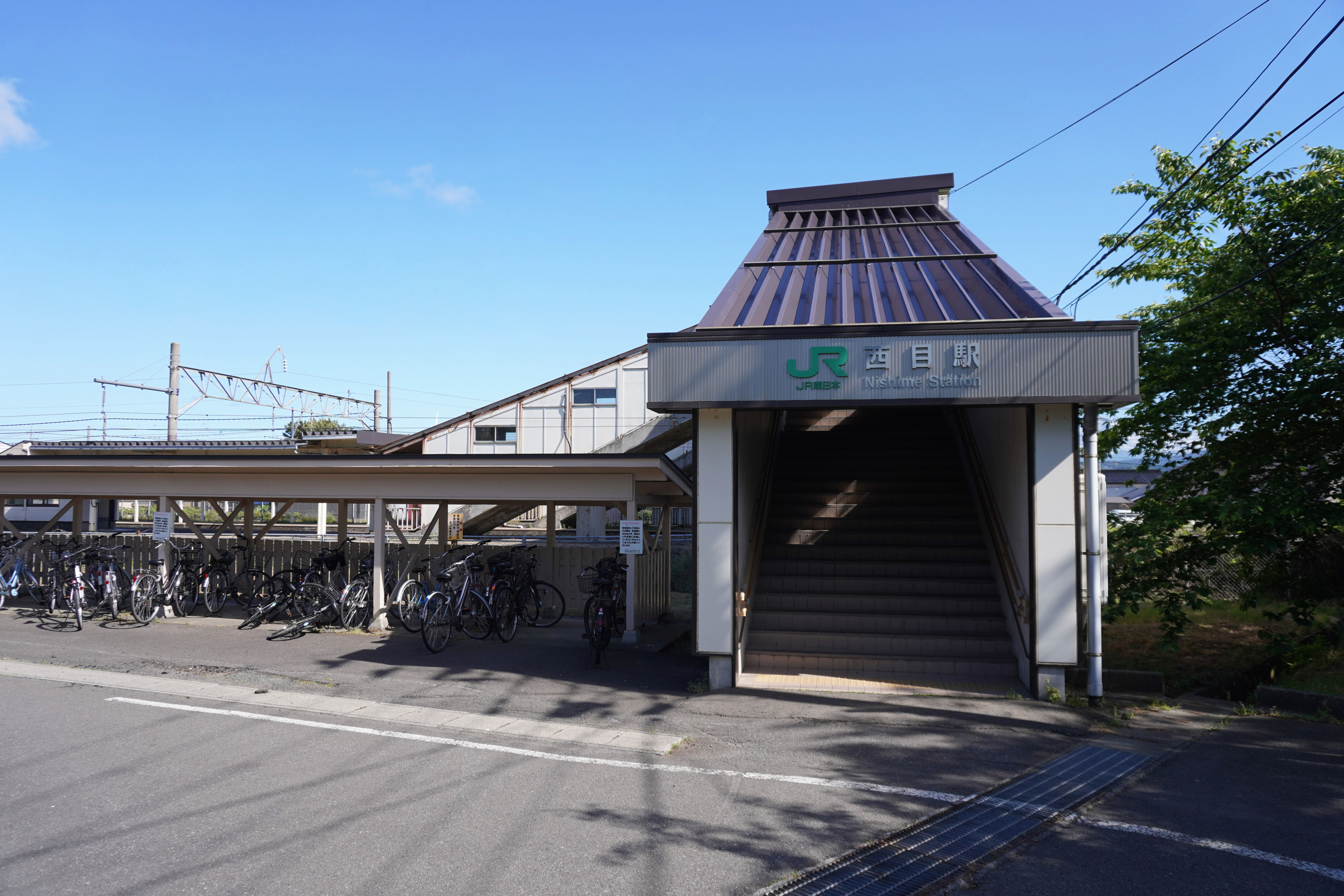
北口（2022年10月）

## 歷史
- 1922年（大正10年）6月30日：國鐵陸羽西線此站至羽後本莊站開通，此站啟用。當時車站位於由利郡（日语：由利郡）西目村[2]。
- 1924年（大正13年）4月20日：陸羽西線鼠關站至羽後岩谷站之間編入至羽越線。
- 1925年（大正14年）11月20日：隨著支線與赤谷線啟用，羽越線改名為羽越本線。
- 1981年（昭和56年）10月15日：成為簡易委託車站[3][4]。
- 1987年（昭和62年）4月1日：伴隨國鐵分割民營化，車站由東日本旅客鐵道（JR東日本）營運。
- 2006年（平成18年）2月23日：跨站式站房啟用[1]。開設閘外行人通道[1]。

## 車站構造

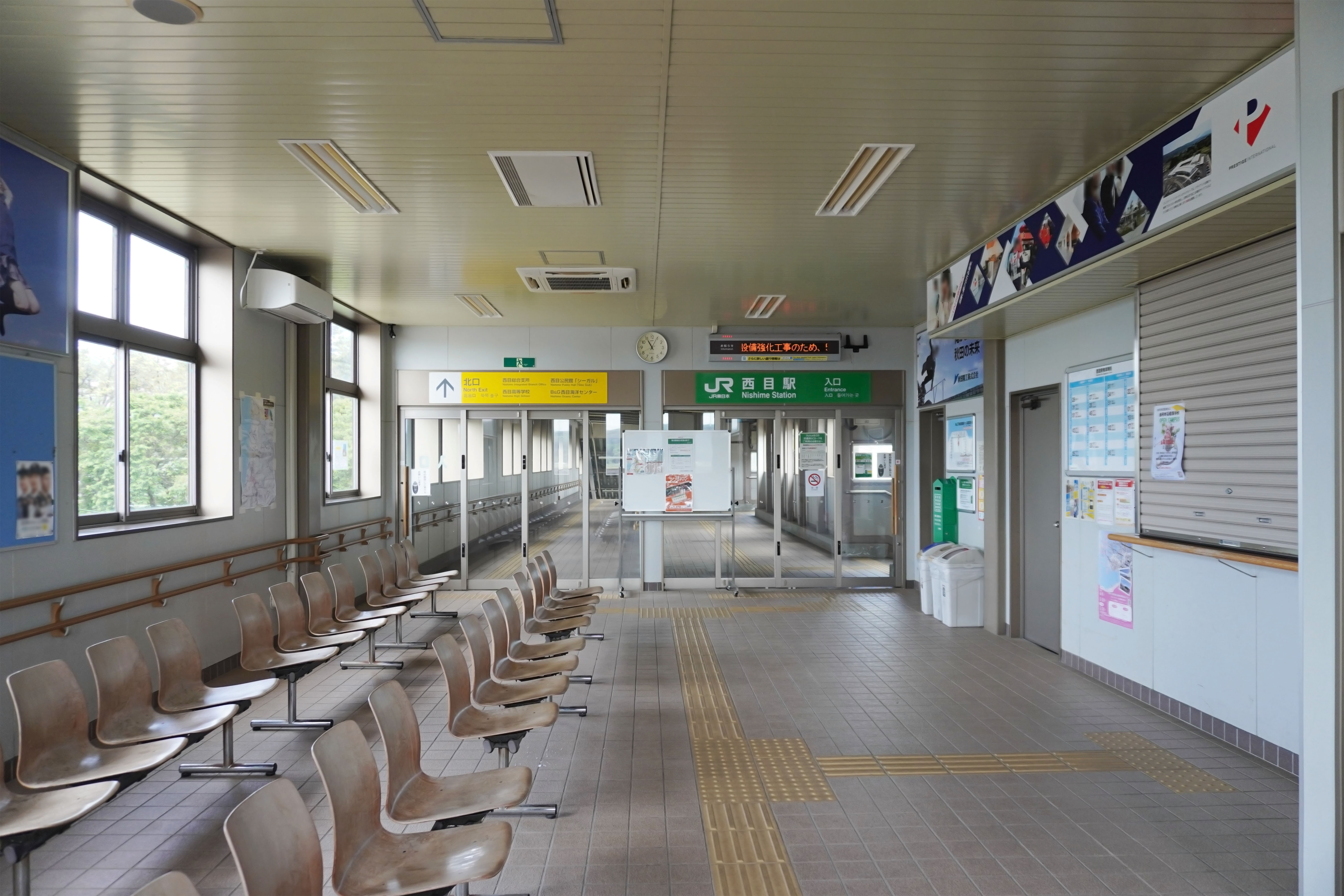
車站大廳（2024年5月）

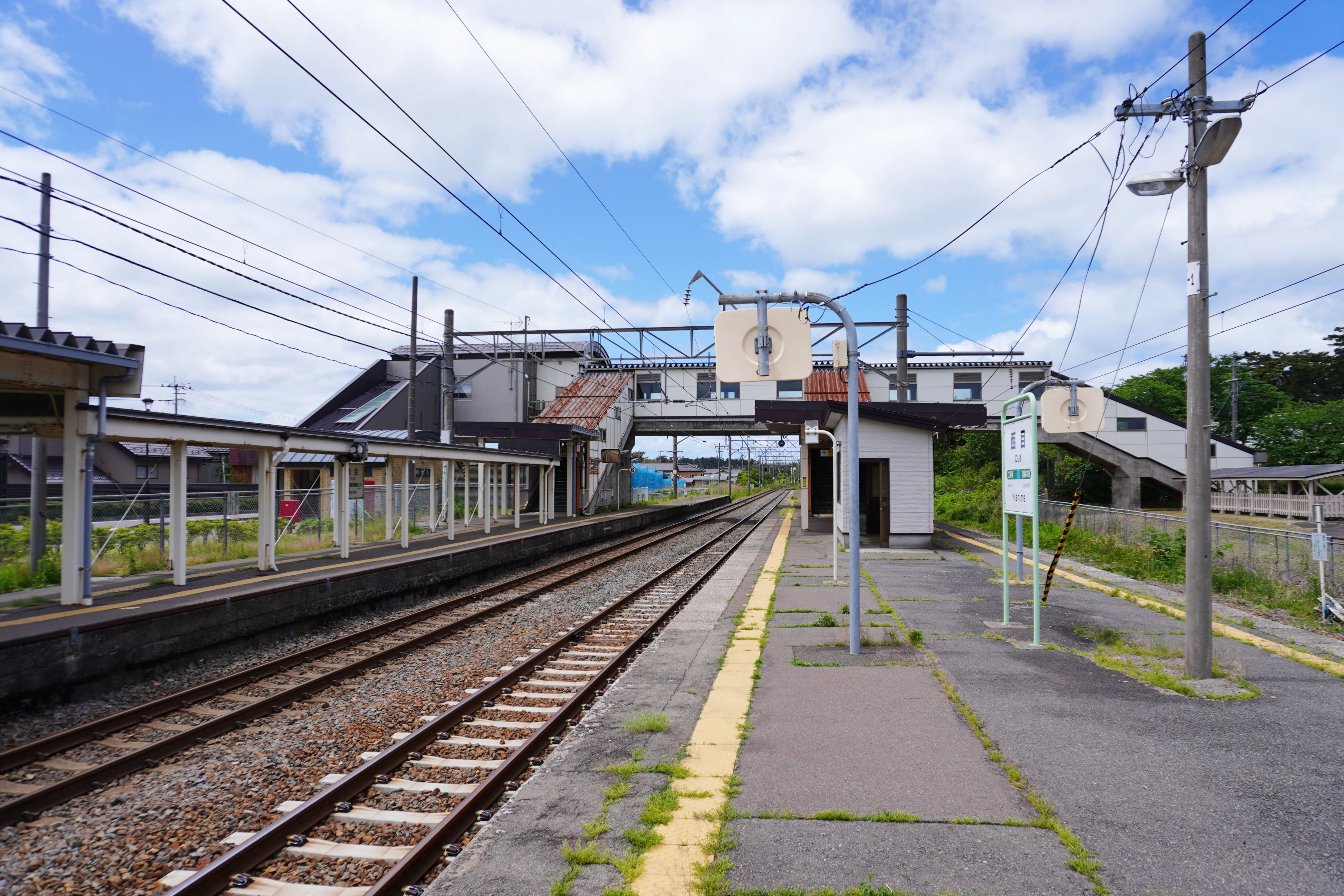
月台（2024年5月）

此站是地面車站（跨站式站房），設有1面1線的單式月台和1面2線的島式月台，共有2面3線的月台。各月台之間透過跨線橋連接。此站是由羽後本莊站管理的簡易委託車站。站內設有配備POS終端的售票櫃臺，可販賣指定票。

### 月台
| 月台 | 路線         | 上下行       | 方向         |
| ---- | ------------ | ------------ | ------------ |
| 1    | ■羽越本線    | 上行         | 酒田方向     |
| 2    | ■羽越本線    | 下行         | 秋田方向     |
| 3    | （後備月台） | （後備月台） | （後備月台） |

截行2017年11月，3號月台沒有定期列車停靠。此站設有留置線。

## 使用狀況
根據「JR東日本」資料，在2019年度（令和元年度）1日平均乘車人次為291人。
以下列出近年乘車人次的變化：
| 年度               | 1日平均 乘車人次 | 參考資料        |
| ------------------ | ---------------- | --------------- |
| 2000年（平成12年） | 575              | [ 利用客数 2 ]  |
| 2001年（平成13年） | 553              | [ 利用客数 3 ]  |
| 2002年（平成14年） | 525              | [ 利用客数 4 ]  |
| 2003年（平成15年） | 494              | [ 利用客数 5 ]  |
| 2004年（平成16年） | 449              | [ 利用客数 6 ]  |
| 2005年（平成17年） | 439              | [ 利用客数 7 ]  |
| 2006年（平成18年） | 417              | [ 利用客数 8 ]  |
| 2007年（平成19年） | 396              | [ 利用客数 9 ]  |
| 2008年（平成20年） | 384              | [ 利用客数 10 ] |
| 2009年（平成21年） | 379              | [ 利用客数 11 ] |
| 2010年（平成22年） | 374              | [ 利用客数 12 ] |
| 2011年（平成23年） | 353              | [ 利用客数 13 ] |
| 2012年（平成24年） | 359              | [ 利用客数 14 ] |
| 2013年（平成25年） | 363              | [ 利用客数 15 ] |
| 2014年（平成26年） | 329              | [ 利用客数 16 ] |
| 2015年（平成27年） | 334              | [ 利用客数 17 ] |
| 2016年（平成28年） | 320              | [ 利用客数 18 ] |
| 2017年（平成29年） | 309              | [ 利用客数 19 ] |
| 2018年（平成30年） | 294              | [ 利用客数 20 ] |
| 2019年（令和元年） | 291              | [ 利用客数 1 ]  |

## 車站周邊
- 秋田縣立西目高等學校（日语：秋田県立西目高等学校）
- 由利本莊市政廳西目綜合分所（前西目町公所）
- 西目郵局
- 國道7號
- 秋田縣道43號本莊西目線（日语：秋田県道43号本荘西目線）
- YURI有限公司
  - 由利工業
  - 秋田精工（本社工廠、西目工廠）

## 巴士路線
在南出口設有由利本莊市社區巴士站。在「西目高校前」設有羽後交通巴士站和高速巴士站。

## 相鄰車站
東日本旅客鐵道
■羽越本線
仁賀保－（出戶信號站）－西目－羽後本莊

## 注腳

### 使用狀況
1. 1 2  . 東日本旅客鉄道.   [2020-07-13]. （原始内容存档于2020-07-14） （日语）.
2. ↑  . 東日本旅客鉄道.   [2019-02-28]. （原始内容存档于2019-04-02） （日语）.
3. ↑  . 東日本旅客鉄道.   [2019-02-28]. （原始内容存档于2019-02-22） （日语）.
4. ↑  . 東日本旅客鉄道.   [2019-02-28]. （原始内容存档于2019-04-02） （日语）.
5. ↑  . 東日本旅客鉄道.   [2019-02-28]. （原始内容存档于2019-03-27） （日语）.
6. ↑  . 東日本旅客鉄道.   [2019-02-28]. （原始内容存档于2019-02-23） （日语）.
7. ↑  . 東日本旅客鉄道.   [2019-02-28]. （原始内容存档于2019-04-02） （日语）.
8. ↑  . 東日本旅客鉄道.   [2019-02-28]. （原始内容存档于2019-04-02） （日语）.
9. ↑  . 東日本旅客鉄道.   [2019-02-28]. （原始内容存档于2019-04-02） （日语）.
10. ↑  . 東日本旅客鉄道.   [2019-02-28]. （原始内容存档于2019-02-22） （日语）.
11. ↑  . 東日本旅客鉄道.   [2019-02-28]. （原始内容存档于2019-04-02） （日语）.
12. ↑  . 東日本旅客鉄道.   [2019-02-28]. （原始内容存档于2019-04-02） （日语）.
13. ↑  . 東日本旅客鉄道.   [2019-02-28]. （原始内容存档于2019-04-02） （日语）.
14. ↑  . 東日本旅客鉄道.   [2019-02-28]. （原始内容存档于2019-04-02） （日语）.
15. ↑  . 東日本旅客鉄道.   [2019-02-28]. （原始内容存档于2017-02-08） （日语）.
16. ↑  . 東日本旅客鉄道.   [2019-02-28]. （原始内容存档于2019-04-02） （日语）.
17. ↑  . 東日本旅客鉄道.   [2019-02-28]. （原始内容存档于2019-03-23） （日语）.
18. ↑  . 東日本旅客鉄道.   [2019-02-28]. （原始内容存档于2019-03-27） （日语）.
19. ↑  . 東日本旅客鉄道.   [2019-02-28]. （原始内容存档于2019-03-25） （日语）.
20. ↑  . 東日本旅客鉄道.   [2019-07-21]. （原始内容存档于2019-07-05） （日语）.

## 外部連結
- 車站資訊（西目）：東日本旅客鐵道（日語）